# 松本亜希子
松本 亜希子（まつもと あきこ、3月31日 - ）は、日本のフリーアナウンサー。ウグイス嬢、スポーツMC、ライター。現在はフリーランス。群馬県前橋市出身。

## 学歴
- 群馬県立前橋西高等学校　卒業
- 横浜商科大学　卒業

## 活動実績

### 日本プロ野球
- 東北楽天ゴールデンイーグルス　公式映像中継　リポーター／ファーム担当　場内アナウンサー
- 東京ヤクルトスワローズ　練習試合　場内アナウンサー
- フレッシュオールスターゲーム　2018　場内アナウンサー
- ファーム日本選手権 2020  場内アナウンサー
- 群馬県出身プロ野球選手による野球教室「ゴーゴーチャレンジ」　MC
- 日本プロ野球OBクラブ　チャリティーゴルフコンペ　MC

### 独立リーグ
- ルートインBCリーグ　公式記録員
- ルートインBCリーグ　群馬ダイヤモンドペガサス　場内アナウンサー
- ルートインBCリーグ　武蔵ヒートベアーズ　場内アナウンサー
- ルートインBCリーグ　栃木ゴールデンブレーブス　場内アナウンサー

### 社会人野球
- JR東日本対日本新薬　場内アナウンサー
- JR東日本対東芝　場内アナウンサー
- JR東日本対国際武道大学　場内アナウンサー
- JR東日本対白鷗大学　場内アナウンサー
- Honda対信越野球クラブ　場内アナウンサー

### 高校野球
- 霞ヶ浦高校　練習試合　場内アナウンサー
- 流通経済大学柏高校　練習試合　場内アナウンサー
- 全国高等学校野球選手権大会　朝日新聞社　公式記録員

### 少年野球
- 前橋中央ボーイズ　壮行会　司会
- 副島孔太主催　25杯　場内アナウンサー・インタビュアー
- 上原浩治杯軟式野球大会　場内アナウンサー
- 山内タイガース　卒団式　ナレーション

### 野球その他
- 王貞治杯群馬県予選決勝アナウンサー・式典MC
- マスターズ甲子園群馬大会　開会式　司会・場内アナウンサー
- 群馬県野球連盟前橋支部主催軟式野球　場内アナウンサー
- 第2回ゼビオドリームカップ　場内アナウンサー
- GBN全国草野球大会九州大会　場内アナウンサー
- PRAID JAPAN甲子園大会　場内アナウンサー・インタビュアー

### その他スポーツ
サッカー： JFL 流通経済大学ドラゴンズ龍ヶ崎 スタジアムMC 
プレナスチャレンジリーグ入替戦 群馬FCホワイトスター スタジアムMC 
バスケ：2018-19B.LEAGUE B2男子 西宮ストークス アシスタントMC 
バレーボール：2018-19V.LEAGUE DIVISON2男子 警視庁フォートファイターズ アリーナMC 
馬術： 群馬県馬事公苑馬術連盟主催馬術大会 場内アナウンス

### その他
- FMぐんま、まえばしCITYエフエム「前橋TONTONラジオ」　初代パーソナリティー
- まえばしCITYエフエム「まえばしスタジアム」　アシスタントMC
- まえばしCITYエフエム敷島公園まつり特別番組　パーソナリティー
- まえばしCITYエフエム　番組制作
- 前橋市春のバラ園まつり開会式　司会
- AGF関東株式会社　新年会　司会
- 竹村真琴プロ　トークショー　MC
- BBC10周年記念パーティー　司会
- 横浜商科大学ハンドボール部　創部50周年記念OB会　司会
- 関東ドッジボール選手権　場内アナウンサー
- 朝日フォトコン　表彰式　司会
- 朝日フォトコン　中高生部門　表彰式司会・トークショーMC
- 朝日フォトコン　高校野球応援フェスタ　MC
- 前橋市秋のバラフェスタ　開会式　司会
- 前橋市防災訓練　開会式　司会
- 前橋市ゆるきゃらころとん　アンバサダー
- 前橋市「前橋ナンバー」開始式　司会
- 群馬県馬事公苑馬術連盟主催馬術大会　場内アナウンサー
- 中曽根康隆激励会「群馬、日本の明日を考える会」　司会
- 前橋赤城山ヒルクライム大会会場　MC
- アーツ前橋　オープンレセプション・オープニングセレモニー　司会
- サムライロックオーケストラ　群馬公演　館内アナウンス
- ウクレレイベントハワイアンデーinぐんまフラワーパーク　MC
- 第3回さいたま国際マラソン　運営補助
- 結婚披露宴余興　寿アナウンス　台本作成
- ブライダル教材　ナレーション
- 関東森林管理局　社内放送　アナウンサー
- スタンダード群馬　ライター
- FMクマガヤ　パーソナリティー

### 講師活動経歴
- 京都府高等学校野球連盟　アナウンス講習会　講師
- 群馬県高等学校野球連盟　アナウンス講習会　講師[1]
- 宮城県高校野球連盟中部支部　アナウンス講習会　講師
- 神奈川大学リーグ　マネージャー　アナウンス講習会　講師
- 少年野球お母さま　アナウンス講習会　講師
- 流通経済大学柏高校　場内アナウンス　指導
- 霞ヶ浦高校　場内アナウンス　指導
- マスターズ甲子園東京大会　場内アナウンス　指導
- 06BULLS　場内アナウンス　指導
- 横浜市各区選抜大会　場内アナウンス　指導
- HONDA　オープン戦　場内アナウンス　指導
- JR東日本　オープン戦　場内アナウンス　指導

### メディア掲載・出演履歴
- 2016年10月22日　日本テレビ「マツコ会議」　出演
- 2017年2月4日　フジテレビ「めちゃ×2イケてるッ!」プロお笑い会合同トライアウト　場内アナウンサーとして出演
- 2017年10月1日　テレビ東京「深夜に発見！新shock感～一度おためしください～」　出演
- 2017年11月12日　日本テレビ「ザ!鉄腕!DASH!!」ご当地PR課第1回ご当地ヌルヌル選手権　場内アナウンサーとして出演
- 群馬テレビ　ペガサス＋eスポで群馬を元気に！メインMC(2021.04〜)